# Shravan Rathod
Nadeem–Shravan, es un dúo musical indio formado por Shravan Kumar Rathod (13 de noviembre de 1954 – 22 de abril de 2021), fue un cantante de playback, compositor, director musical y arreglista indio, muy reconocido en el  Bollywood dentro de la industria musical de la India; y Nadeem Akhtar Saifi (6  de agosto de 1954).

## Carrera artística
Shravan fue uno de algunos directores musicales más exitosos en la década de los años 1990, hasta la década del 2000. Tuvo un fuerte efecto en la música indostánica, dándose a conocer en sus composiciones. Siempre solía utilizar un poco o más de tres instrumentos musicales como el bansuri (flauta india), Sitar y Shehnai (flauta persa), en casi todas sus canciones. El uso de estos instrumentos exploró como una forma moderna e impresionante sin desconectarse de su valor original. Hizo su contribución única en comparación de algunos magnicifent creciente en la música india. Pues hacia una evolución de la nueva y diferente era de la música, empezando a principios de la década de los años 90. Cantantes como Kumar Sanu, Udit Narayan, Lata Mangeshkar, Alka Yagnik y cantantes de playback hindi como Sonu Nigam, Abhijeet, SP Balasubramanyam, Kavita Krishnamurthy, Sadhana Sargam, Anuradha Paudwal y entre otros muchos otros, han interpretado temas musicales bajo su batuta. El veterano cantante Mohd. Rafi también cantó para su película titulada "Dangal".
Compuso temas musicales para las siguientes películas como  Aashiqui (1990), Saajan (1991), Deewana (1992), Hum Hain Rahi Pyar Ke (1993), Dilwale (1994), Raja (1995), Barsaat (1995), Agni Sakshi (1996), Jeet (1996), Raja Hindustani (1996), Pardes (1997), Sirf Tum (1999), Dhadkan (2000), Kasoor (2001), Hum Ho Gaye Aapke (2001), Raaz (2002), Dil Hai Tumhaara (2002), Dil Ka Rishta (2003), Andaaz (2003), Tumsa Nahi Dekha (2004), Bewafaa (2005) y entre otros.
Su música también fue interpretada por el reconocido cantante británico Paul McCartney. 

## Discografía
| Año  | Película                      | Notas |
| ---- | ----------------------------- | --- |
| 1979 | Dangal                        | Bhojpuri                                                                                                   |
| 1982 | Bebassi                       | |
| 1982 | Anmol Sitaare                 | |
| 1982 | Naya Safar                    | |
| 1982 | Maine Jeena Seekh Liya        | |
| 1982 | Apradhi Kaun?                 | |
| 1982 | Zakhmi Insaan                 | |
| 1985 | Cheekh                        | |
| 1986 | Vikram Betaal                 | |
| 1987 | Khooni Mahal                  | |
| 1988 | Zulm Ko Jalaa Doongaa         | |
| 1989 | Ilaaka                        | |
| 1989 | Hisaab Khoon Ka               | |
| 1989 | Lashkar                       | |
| 1990 | Baap Numbri Beta Dus Numbri   | |
| 1990 | Solah Sattra                  | |
| 1990 | Mere Humdaam                  | |
| 1990 | Pyar Pyar                     | |
| 1990 | Aashiqui                      | Winner, Filmfare Award for Best Music Director                                                             |
| 1990 | Apmaan Ki Aag                 | |
| 1990 | Lal Paree                     | |
| 1990 | Shandar                       | |
| 1991 | Jigarwala                     | |
| 1991 | Jaan Ki Kasam                 | |
| 1991 | Aanchal Tera Dhalka Hua       | |
| 1991 | Aap Ki Yaadein                | Music album                                                                                                |
| 1991 | Dil Hai Ki Manta Nahin        | |
| 1991 | Saajan                        | Winner, Filmfare Award for Best Music Director                                                             |
| 1991 | Saathi                        | |
| 1991 | Phool Aur Kaante              | Nominated, Filmfare Award for Best Music Director                                                          |
| 1991 | Pyaar Ka Saaya                | |
| 1991 | Sadak                         | |
| 1992 | Dil Ka Kya Kasoor             | |
| 1992 | Sapne Sajan Ke                | |
| 1992 | Jaan Tere Naam                | |
| 1992 | Dilwale Kabhi Na Hare         | |
| 1992 | Paayal                        | |
| 1992 | Deewana                       | Winner, Filmfare Award for Best Music Director                                                             |
| 1992 | Bekhudi                       | |
| 1992 | Kal Ki Awaz                   | |
| 1992 | Junoon                        | |
| 1992 | Anaam                         | |
| 1992 | Panaah                        | |
| 1993 | Shreemaan Aashique            | |
| 1993 | Sangraam                      | |
| 1993 | Balmaa                        | |
| 1993 | Kaise Kaise Rishte            | |
| 1993 | Dhartiputra                   | |
| 1993 | Aadmi Khilona Hai             | |
| 1993 | Divya Shakti                  | |
| 1993 | Damini                        | |
| 1993 | Waqt Hamara Hai               | |
| 1993 | Krishan Avtaar                | |
| 1993 | Hum Hain Rahi Pyar Ke         | Nominated, Filmfare Award for Best Music Director                                                          |
| 1993 | Rang                          | |
| 1993 | Sainik                        | |
| 1993 | Dil Tera Aashiq               | |
| 1993 | Tadipaar                      | |
| 1994 | Kranti Kshetra                | |
| 1994 | Aatish                        | |
| 1994 | Choti Bahu                    | |
| 1994 | Ekka Raja Rani                | |
| 1994 | Sayesha                       | Music album                                                                                                |
| 1994 | Dilwale                       | |
| 1994 | Salaami                       | |
| 1994 | Saajan Ka Ghar                | |
| 1994 | Stuntman                      | |
| 1995 | Aandolan                      | |
| 1995 | Gaddaar                       | |
| 1995 | Jaadu                         | Unreleased film                                                                                            |
| 1995 | Zamaana Deewana               | |
| 1995 | Saajan Ki Baahon Mein         | |
| 1995 | Barsaat                       | |
| 1995 | Teri Mohabbat Mein            | Music album                                                                                                |
| 1995 | All Time Hits                 | Music album                                                                                                |
| 1995 | Raja                          | Nominated, Filmfare Award for Best Music Director                                                          |
| 1996 | Agni Sakshi                   | |
| 1996 | Majhdhaar                     | |
| 1996 | Jung                          | |
| 1996 | Saajan Chale Sasural          | |
| 1996 | Jeet                          | |
| 1996 | Raja Hindustani               | Winner, Filmfare Award for Best Music Director Winner, Star Screen Award for Best Music Director           |
| 1996 | Himmatvar                     | |
| 1996 | Sajni                         | Music album                                                                                                |
| 1997 | Judaai                        | |
| 1997 | Jeevan Yudh                   | |
| 1997 | Mohabbat                      | |
| 1997 | Naseeb                        | |
| 1997 | Hi Ajnabi                     | Music album                                                                                                |
| 1997 | Saat Rang Ke Sapne            | |
| 1997 | Pardes                        | Nominated, Filmfare Award for Best Music Director Winner, Star Screen Award for Best Music Director        |
| 1998 | Maharaja                      | |
| 1999 | Aa Ab Laut Chalen             | |
| 1999 | Sirf Tum                      | |
| 2000 | Dhadkan                       | Nominated, Filmfare Award for Best Music Director                                                          |
| 2001 | Kasoor                        | |
| 2001 | Ek Rishta                     | |
| 2001 | Hum Ho Gaye Aapke             | |
| 2002 | Yeh Dil Aashiqanaa            | |
| 2002 | Haan Maine Bhi Pyaar Kiya     | |
| 2002 | Raaz                          | Nominated, Filmfare Award for Best Music Director Winner, Zee Cine Award for Best Music Director           |
| 2002 | Ansh                          | |
| 2002 | Tumse Achcha Kaun Hai         | |
| 2002 | Hum Tumhare Hain Sanam        | |
| 2002 | Dil Hai Tumhaara              | |
| 2002 | Jeena Sirf Merre Liye         | |
| 2003 | Dil Ka Rishta                 | |
| 2003 | Indian Babu                   | |
| 2003 | Yeh Dil                       | |
| 2003 | Andaaz                        | |
| 2003 | Qayamat                       | |
| 2003 | Hungama                       | |
| 2003 | Footpath                      | |
| 2003 | Zinda Dil                     | |
| 2003 | Raja Bhaiya                   | |
| 2004 | Sheen                         | |
| 2004 | Kal Na Kal Ye To Hona Hin Tha | |
| 2004 | Tumsa Nahin Dekha             | |
| 2004 | Hatya                         | |
| 2005 | Bewafaa                       | |
| 2005 | Barsaat                       | |
| 2005 | Dosti: Friends Forever        | Last film before official split                                                                            |
| 2006 | Mere Jeevan Saathi            | |
| 2008 | Gumnaam – The Mystery         | |
| 2009 | Do Knot Disturb               | |
| 2009 | Sanam Teri Kasam              | Previously released as Sambandh (1996)                                                                     |
| 2012 | Rang                          | Music Album Previously released as Kal Na Kal Ye To Hona Hi Tha                                            |
| 2015 | Ishq Foreever                 | First comeback film of Nadeem Saifee as a solo composer without his partner Shravan Rathod[cita requerida] |
| 2016 | Deewana 2                     | Announced[cita requerida]                                                                                  |
| 2016 | Vishesh films next            | Announced[cita requerida]                                                                                  |
| 2016 | Saajan 2                      | Announced[cita requerida]                                                                                  |